# ماهیچه نیزه‌ای‌حلقی
ماهیچه نیزه‌ای‌حلقی (انگلیسی: Stylopharyngeus muscle) از ماهیچه‌های سر و کار آن بالا کشاندن و گشاد کردن حلق است.
خاستگاه آن زایده نیزه‌ای (styloid)، پیوندگاهش غضروف تیروئید، و منقبض‌کننده (کونستریکتورهای) حلقی و عصب‌گیری آن از عصب زبانی‌حلقی شبکه حلقی است.

## نگارخانه

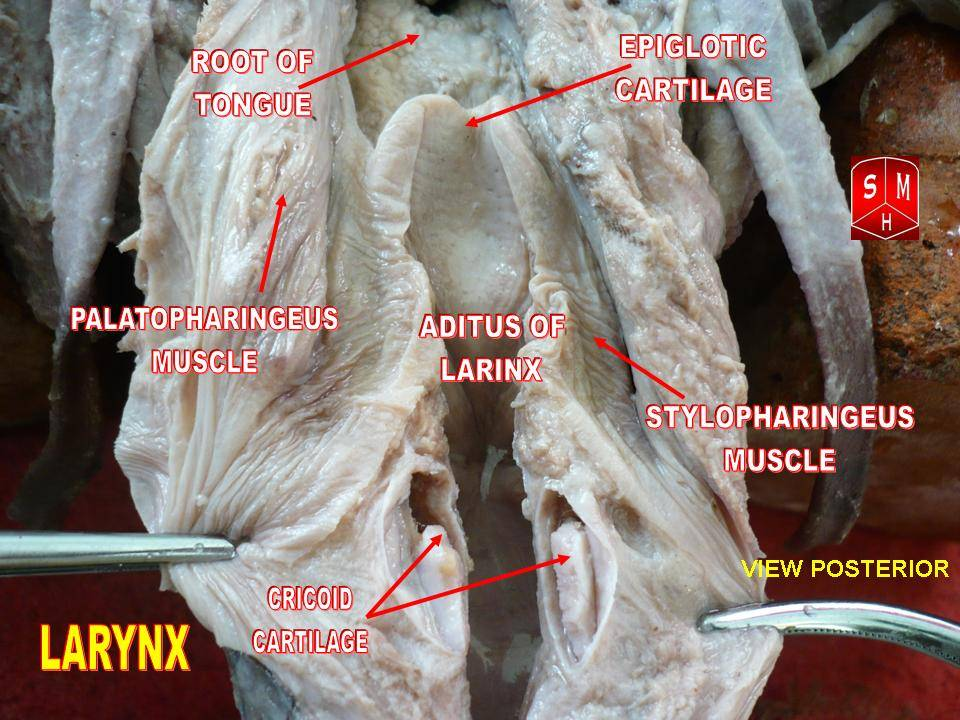
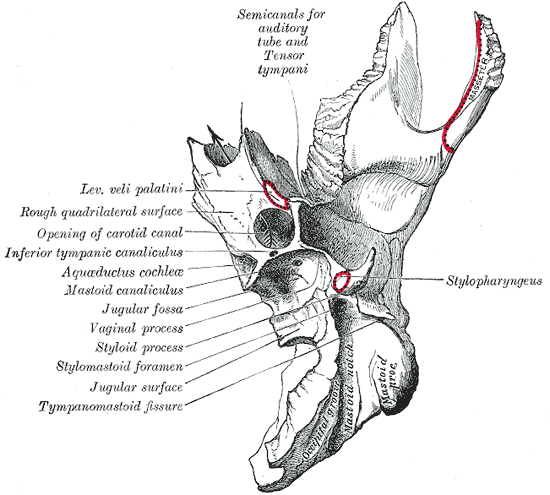
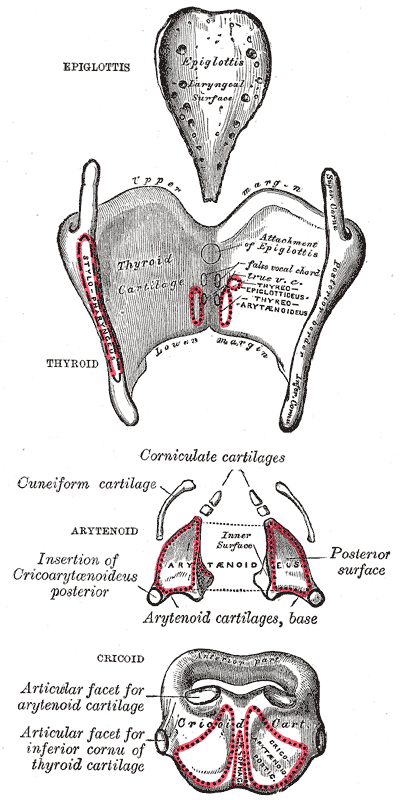
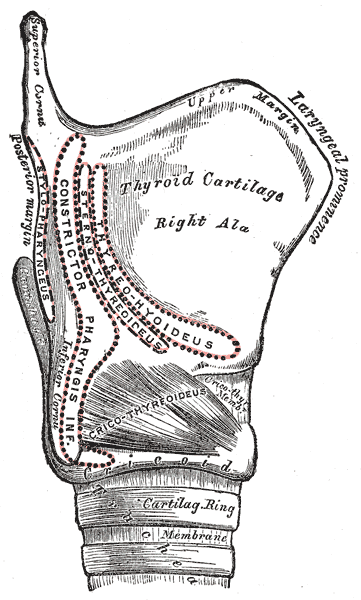
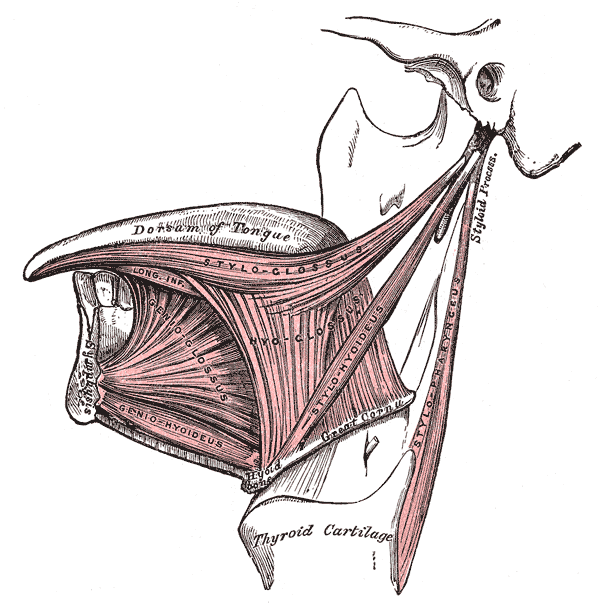
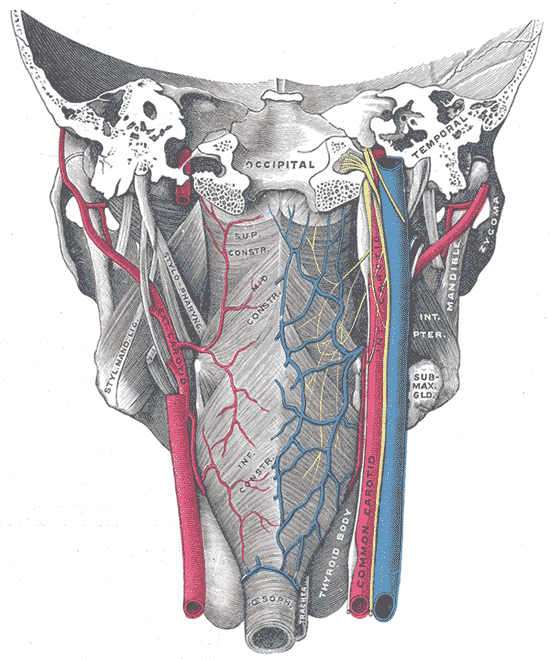
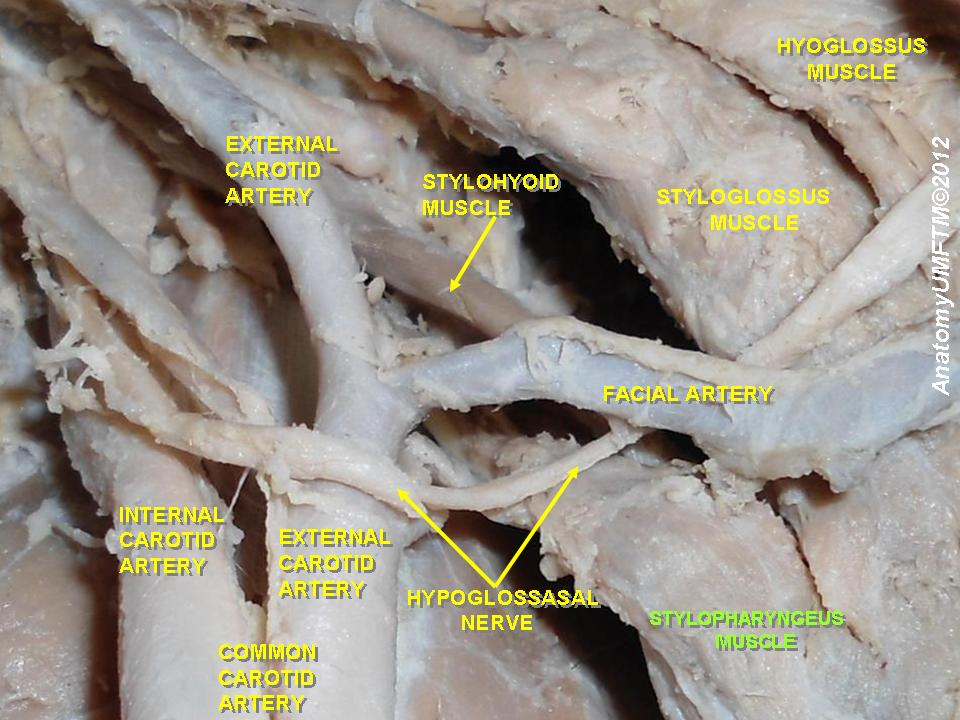
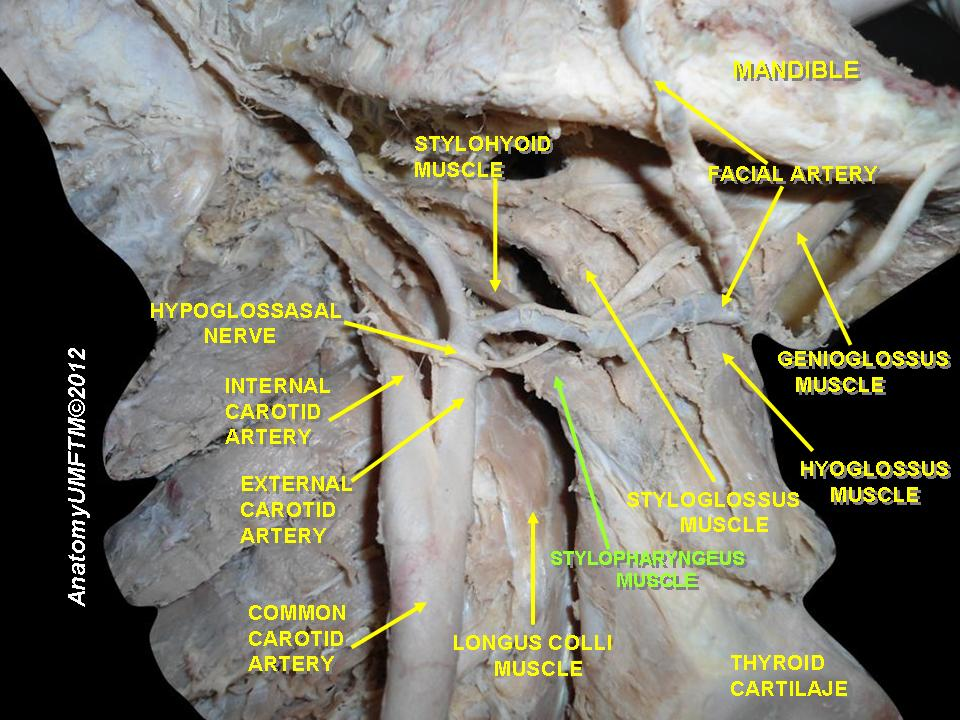
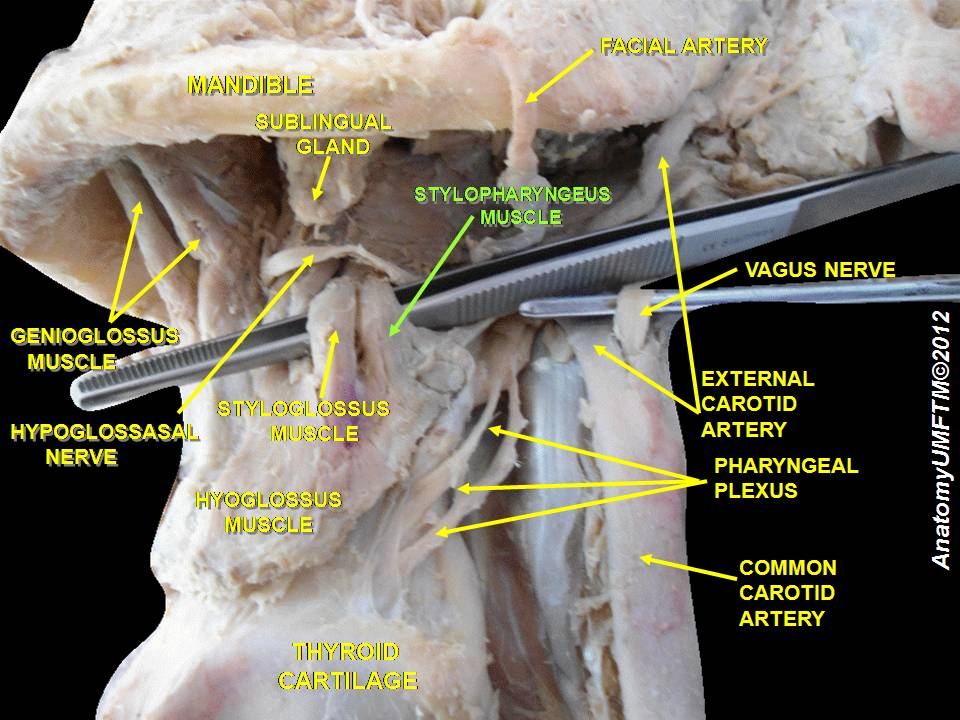
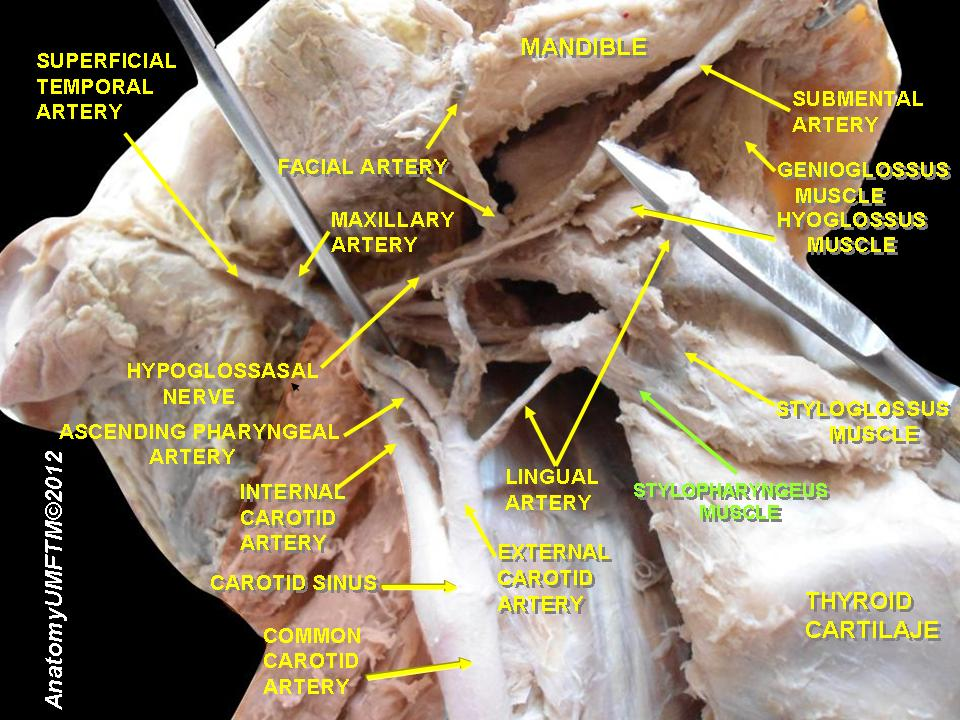